# Ambulante psychiatrische Pflege
Ambulante psychiatrische Pflege (im SGB V: Psychiatrische häusliche Krankenpflege) ist ein gemeindeorientiertes psychiatrisches Versorgungsangebot und zählt zu den Leistungen der Krankenversicherung nach dem Fünften Buch Sozialgesetzbuch (SGB V). Gemäß § 37 SGB V kann sie als Sonderfall der Häuslichen Krankenpflege bei bestimmten psychischen Störungen ärztlich verordnet werden, wobei sie der Vermeidung oder Verkürzung von Krankenhausaufenthalten dienen soll.
Die Ambulante psychiatrische Pflege (APP) ist ein aufsuchendes Angebot. Ziel ist es, dass Menschen mit psychischen Störungen „ein würdiges, eigenständiges Leben in ihrem gewohnten Lebenszusammenhang führen können“. Die Pflege in der eigenen Wohnung soll außerdem das räumliche und personale Umfeld einbeziehen und den Patienten in seinen gewohnten sozialen Bezügen stärken. Dazu erfolgen, in einem am Bedarf der Patienten orientierten Rhythmus zwischen einmal pro Monat und mehrmals täglich, Besuche durch psychiatrische Fachgesundheits- und Krankenpfleger.
Neben dem Aufbau tragfähiger Arbeitsbeziehungen gehören die Feststellung und Dokumentation des Hilfebedarfs, die Bewältigung von Alltagsanforderungen, die Schaffung von Tagesstruktur, die Krankenbeobachtung, Unterstützung der ärztlichen Behandlung, Stärkung der Eigenverantwortlichkeit, Psychoedukation, Krisenerkennung und -Bewältigung sowie der eigenverantwortliche Umgang mit Medikamenten zu den Aufgaben der APP. Sie basiert auf der Freiwilligkeit der Annahme des Angebots durch den Patienten.

## Rechtlicher Rahmen in Deutschland
§ 14 des Elften Buches Sozialgesetzbuch (SGB XI) beinhaltet seit 1995 auch psychiatrische Krankheitsbilder. Entsprechend § 37 SGB V kann ambulante Pflege zur Vermeidung und Verkürzung von Krankenhausaufenthalten und zur Sicherstellung der Behandlung durch niedergelassene Psychiater verordnet werden.
Die Richtlinien HKP (§ 92 Abs. 1 Satz 2 Nr. 6 und Abs. 7 SGB V) schaffen seit 2005 eine einheitliche Grundlage für die ambulante psychiatrische Pflege in ganz Deutschland. Da die Richtlinien aber keine Umsetzungsbestimmungen enthalten und diese von jedem potenziellen Leistungserbringer einzeln ausgehandelt werden müssen, besteht bis heute keine flächendeckende Versorgung in Deutschland.
Ab 2004 wurde ambulante psychiatrische Pflege im Rahmen von integrierten Versorgungsverträgen (§§ 140 ff. SGB V) an einzelnen Standorten etabliert. Diese besonderen Verträge ermöglichten Vergütungsmodelle, Übergangsregelungen und Diagnoseneinschlüsse die von den Richtlinien HKP oder den Standardverträgen deutlich positiv abweichen.
Hiermit wurde – bereits vor Verabschiedung der Richtlinien – eine innovative Versorgungsstruktur geschaffen, die sich in Leistungsfähigkeit und Kosteneffizienz positiv von der Regelversorgung abhebt.

### Diagnosen
APP kann bei folgenden Diagnosen verordnet werden:
- F00.1 Demenz bei Alzheimer-Krankheit, mit spätem Beginn (Typ 1)
- F01.0 Vaskuläre Demenz mit akutem Beginn
- F01.2 Subkortikale vaskuläre Demenz
- F02.0 Demenz bei Pick-Krankheit
- F02.1 Demenz bei Creutzfeldt-Jakob-Krankheit
- F02.2 Demenz bei Chorea Huntington
- F02.3 Demenz bei primärem Parkinson-Syndrom
- F02.4 Demenz bei HIV-Krankheit
- F02.8 Demenz bei andernorts klassifizierten Krankheitsbildern
- F04.- Organischem amnestischen Syndrom, nicht durch Alkohol oder andere psychotrope Substanzen bedingt
- F05.1 Delir bei Demenz
- F06.0 Organischer Halluzinose
- F06.1 Organischer katatoner Störung
- F06.2 Organischer wahnhafter Störung
- F06.3 Organischer affektiver Störungen
- F06.4 Organischer Angststörung
- F06.5 Organischer dissoziativer Störung
- F06.6 Organischer emotional labiler Störung
- F07.0 Organischer Persönlichkeitsstörung
- F07.1 Postenzephalitischem Syndrom
- F07.2 Organischem Psychosyndrom nach Schädelhirntrauma
- F20.- Schizophrenie
- F21.- Schizotyper Störung
- F22.- Anhaltender wahnhafter Störung
- F24.- Induzierter wahnhafter Störung
- F25.- Schizoaffektiver Störung
- F30.- Manischer Episode
- F31.- Bipolarer affektiver Störung mit Ausnahme von: F31.7 - F31.9
- F32.- Depressiver Episode mit Ausnahme von: F32.0, F 32.1und F 32.9
- F33.- Rezidivierender depressiver Störung mit Ausnahme von: F33.0, F 33.4, F 33.8 und F33.9
- F41.0 Panikstörung, auch wenn sie auf sozialen Phobien beruht
- F41.1 Generalisierter Angststörung
- F42.1 Vorwiegende Zwangshandlungen
- F42.2 Zwangsgedanken und -handlungen, gemischt
- F43.1 Posttraumatische Belastungsstörung
- F53.1 Schwere psychische Verhaltensstörung im Wochenbett
- F60.3 Emotionale instabile Persönlichkeitsstörung